# Ірина Рімес
Ірина Рімес (рум. Irina Rimes; 22 серпня 1991, Флорешти), також відома під іменами Ірина Ремеш (Irina Remesh) та Irra — молдовська співачка та композиторка, нині працює у Бухаресті.
Співачка стала відома після участі у 2012 році у молдовській «Фабриці зірок» (рум. Fabrica de Staruri), де вона дісталася до фіналу.

## Життя та кар'єра

### 1991—2015: Дитинство та початок у музиці
Ірина народилася 22 серпня 1991 року в Флорештах і є першою дитиною пари Валентина та Тудора Римеш, має молодшого брата Віталія. За словами співачки, захоплення музикою вспадкувала від родини, зокрема від бабусі, яка співала в хорі. З дошкільного віку навчилася грати, читати та складати пісні. Здобувала освіту у теоретичному ліцеї імені Костянтина Стере у м. Сороки та завершила навчання в Академії музики, театру і образотворчих мистецтв у Кишиневі. У 2012 році взяла участь у молдовській версії «Фабрики зірок», де дійшла до фіналу.

### З 2016 року і дотепер
Перший сингл «Visele» швидко вийшов на вершину найпопулярніших треків на місцевому радіо та отримав приз у 2016 році за кращий дебют року. Окрім композицій, написаних для власного виконання, також писала слова для таких румунських та молдовських виконавців як Inna, Raluka, Andra, Аліна Єремія, Ніколета Нуке та Antonia. У 2017 році Ірина уклала контракт з Universal Music у Франції і почала готувати перший альбом «Despre el».

## Дискографія

### Альбоми
- Despre el (2017)
- Cosmos (2018)

### Сингли
- «Visele» (2016)
- «I Loved You» (feat. DJ Sava) (2016)
- «Iubirea noastră mută» (2016)
- «Da' ce tu» (2016)
- «Haina ta» (2016)
- «Ce s-a întâmplat cu noi» (2017)
- «Cupidon» (feat. Guess Who) (2017)
- «Piesa noastră» (feat. Killa Fonic) (2017)
- «Stai lângă mine» (feat. Vunk) (2017)
- «My Favourite Man» (2017)
- «Bandana» (feat. Killa Fonic) (2017)
- «Bolnavi amandoi» (2017)
- «Cosmos» (2017)
- «Octombrie Roșu» (2017)
- «Eroii pieselor noastre» (2017)
- «Beau» (2018)
- «În Locul Meu» (2018)

|    | ТРЕКИ                             |      |
| -- | --------------------------------- | ---- |
| 1  | Dorule                            | 3:53 |
| 2  | Ce Se Intampla Doctore            | 3:17 |
| 3  | Baiatul Meu Frumos                | 4:22 |
| 4  | Beau                              | 3:30 |
| 5  | In Locul Meu                      | 2:54 |
| 6  | Cel Mai Bun Prieten               | 3:00 |
| 7  | 24:00                             | 3:30 |
| 8  | Nicaieri                          | 4:02 |
| 9  | Sarea De Pe Rana                  | 3:45 |
| 10 | Dans                              | 2:42 |
| 11 | Cel Mai Bun DJ (feat. The Motans) | 3:13 |
| 12 | Nu Stii Tu Sa Fii Barbat          | 3:14 |